# ヴィルヌーヴ＝ル＝ロワ
ヴィルヌーヴ＝ル＝ロワ （Villeneuve-le-Roi）は、フランス、イル＝ド＝フランス地域圏、ヴァル＝ド＝マルヌ県のコミューン。

## 地理
パリの南東約15kmに位置する。東をセーヌ川、西をオルリー空港と接する。空港のある高台に位置し、セーヌ川に向かって市街は伸びていく。
近接するヴィルヌーヴ＝サン＝ジョルジュやオルリーとは違い、都市化された住宅地となっている。

## 交通
- 鉄道 - RER C線ヴィルヌーヴ＝ル＝ロワ駅
- バス - バス・オプティーユ、ノクティリアン各社の路線がある[1][2]

## 歴史
1860年、ガリア時代の村跡と陶器の破片が発見された。その場所にあったメンヒルから、人の定住が推測されている。
12世紀、開拓者である聖職者たちが森に移り住みVilla Novaという村をつくった。当時の村の所有者はサン＝ヴィクトル修道院であった。大勢の農奴たちがぶどう園で働き、彼らは1248年に聖王ルイにより賦役から解放された。最初のヴィルヌーヴ領主はフィリップ2世によって土地を与えられたジャン・デと見られる。カルトゥジオ会に分割された時代をへて、1596年に領地を購入したのがマチュー・マルセルであった。17世紀、ギヨーム・デュ・フェアによって城が築かれた。1683年に新たな領主となった大蔵卿クロード・ル・ペレティエの時代に城が完成、ル・ペレティエ城と呼ばれた。
ヴィルヌーヴの所領を購入したルイ15世はショワジー＝ル＝ロワまでの平原を狩猟地とした。ルイ16世も革命までこの地で狩をしていた。
普仏戦争の際、プロイセン軍によって占領された。19世紀終わり、パリ住民をひきつける都市化計画が示された。たとえば、1898年以降フェザンドリー公園の102エーカーが分譲された。
第一次世界大戦後、農地が建設用地に転用された。この時代から都市人口が急激に増加し、ヴィルヌーヴの領域は次第にオルリー空港の拡張と建設で侵食されていった。農地の消滅は穀物栽培やワイン生産の終焉を意味した。数多くの工場が建ち、ブルターニュ出身者が多くを占める労働者が増えた。

## 姉妹都市
- ストゥアポート＝オン＝セヴァーン、イギリス
- ヴラツァ、ブルガリア

## 出身者
- トニー・デュヴェール - 小説家
- ミシェル・アリヨ＝マリー - 政治家